# متتيا الكاهن
متتيا بن يوحنا (بالعبرية: מַתִּתְיָהוּ הַכֹּהֵן בֶּן יוֹחָנָן)، ( - 165 ق م)  كان كاهنًا يهوديًا، له دور كبير في ثورة المكابيين ضد الإمبراطورية السلوقية اليونانية، والتي ذُكرت في سفر المكابيين الأول والثاني. وله دور رئيسي في قصة عيد حانوكا.

## قصته

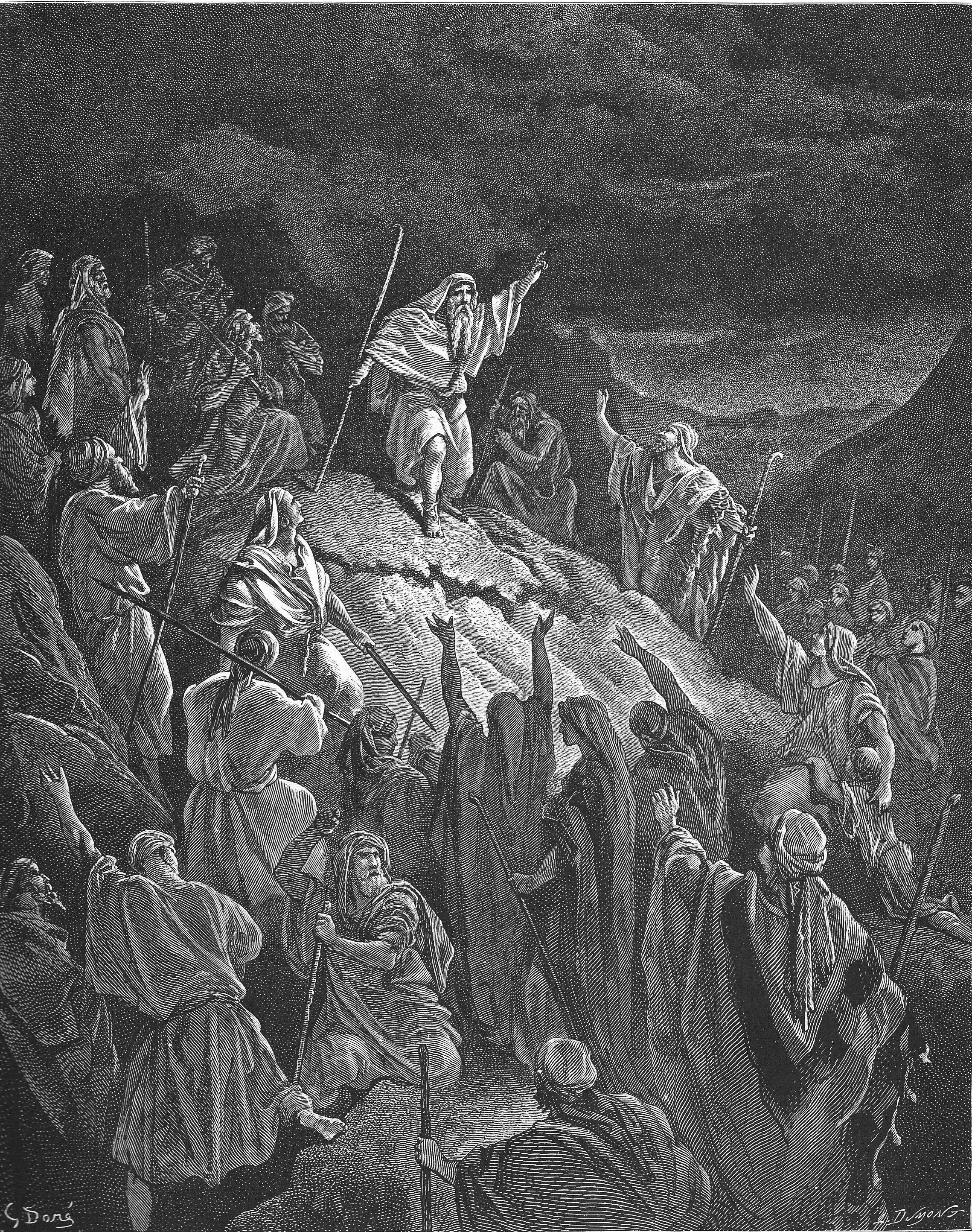
متتيا يخطب في اليهود (رسم لجوستاف غوستاف دوريه عام 1866)

متتيا هو والد يهوذا المكابي، وإلعازار أفاران، وسمعان المكابي، ويوحنا بن متتيا، ويوناثان المكابي، وهو من عائلة كهنوتية ريفية من موديعين. خدم في الهيكل في القدس، هو بن يوحنا بن سمعان من بني يوياريب.
بعد بدء الاضطهاد السلوقي، عاد متتيا إلى موديعين، وفي عام 167 ق م طلب الوالي السلوقي بأمر من الإمبراطور أنطيوخوس الرابع تقديم قربان للآلهة اليونانية، فتقدم أحد اليهود ليقدم قربان للآلهة اليونانية، فقام متتيا فقتل اليهودي ثم قتل الوالي السلوقي. وكان بداية شرارة ثورة المكابيين.
صدر مرسوم باعتقاله، فهرب إلى برية يهودا مع أبنائه الخمسة ودعا جميع اليهود إلى متابعته. واستجاب كثيرون إلى دعوته. وتولي متتيا قيادة الثورة لمدة نحو سنة، إلي أن مات سنة 166 ق م بعد أن أوصي بنيه بمواصلة المقاومة، فقام ابنه يهوذا المكابي.